# Philadelphia 76ers 1963-1964
La stagione 1963-64 dei Philadelphia 76ers fu la 15ª nella NBA per la franchigia.
I Philadelphia 76ers arrivarono terzi nella Eastern Division con un record di 34–46. Nei play-off persero la semifinale di division contro i Cincinnati Royals (2–3).

## Roster
| N° | Naz.                   | Ruolo | Sportivo        | Anno | Alt. | Peso |
| -- | ---------------------- | ----- | --------------- | ---- | ---- | ---- |
| 4  | Stati Uniti (bandiera) | AG    | Dolph Schayes   | 1928 | 201  | 88   |
| 5  | Stati Uniti (bandiera) | P     | Paul Neumann    | 1938 | 185  | 79   |
| 10 | Stati Uniti (bandiera) | C     | Red Kerr        | 1932 | 206  | 104  |
| 14 | Stati Uniti (bandiera) | A     | Ben Warley      | 1936 | 196  | 91   |
| 15 | Stati Uniti (bandiera) | G     | Hal Greer       | 1936 | 188  | 79   |
| 20 | Stati Uniti (bandiera) | AP    | Dave Gambee     | 1937 | 198  | 98   |
| 21 | Stati Uniti (bandiera) | P     | Larry Costello  | 1931 | 185  | 84   |
| 22 | Stati Uniti (bandiera) | GA    | Jerry Greenspan | 1941 | 196  | 88   |
| 22 | Stati Uniti (bandiera) | AP    | Lee Shaffer     | 1939 | 201  | 100  |
| 23 | Stati Uniti (bandiera) | AC    | Len Chappell    | 1941 | 203  | 109  |
| 23 | Stati Uniti (bandiera) | G     | Hubie White     | 1940 | 193  | 93   |
| 24 | Stati Uniti (bandiera) | PG    | Al Bianchi      | 1932 | 191  | 84   |
| 25 | Stati Uniti (bandiera) | AP    | Chet Walker     | 1940 | 198  | 96   |
| 29 | Stati Uniti (bandiera) | C     | Connie Dierking | 1936 | 206  | 101  |

## Staff tecnico
- Allenatore: Dolph Schayes